# Leucophenga cuthbertsoni
Leucophenga cuthbertsoni är en tvåvingeart som beskrevs av Malloch 1929. Leucophenga cuthbertsoni ingår i släktet Leucophenga och familjen daggflugor. Inga underarter finns listade i Catalogue of Life.